# Trachelas borinquensis
Trachelas borinquensis är en spindelart som beskrevs av Willis J. Gertsch 1942. Trachelas borinquensis ingår i släktet Trachelas och familjen flinkspindlar.
Artens utbredningsområde är Puerto Rico. Inga underarter finns listade i Catalogue of Life.